# Liga I 2012-2013 (fotbal feminin)
Liga I 2012–2013 a fost al 23-lea sezon al Ligii I, prima divizie a fotbalului feminin din România. Competiția a fost câștigată de Olimpia Cluj.

## Echipe participante
| Echipă                                                     | Oraș              |
| ---------------------------------------------------------- | ----------------- |
| AFC Municipal Târgu Mureș                                  | Târgu Mureș       |
| CS Blue Angel Cristian Brașov                              | Cristian          |
| ACS Navobi Iași                                            | Iași              |
| ACS Vasas Femina                                           | Odorheiu Secuiesc |
| CS Viitorul 2010 Buzău                                     | Buzău             |
| ACS Viitorul Reghin                                        | Reghin            |
| Clubul de Fotbal Feminin „Olimpia - Universitatea Tehnică” | Cluj-Napoca       |
| CSF CFR 1933 Timișoara                                     | Timișoara         |
| CS Independența Baia Mare                                  | Baia Mare         |
| FC UTA Arad                                                | Arad              |
| CS Navobi Alba Iulia                                       | Alba Iulia        |
| CS Negrea Reșița                                           | Reșița            |
| Clubul Sportiv Brazi                                       | Brazi             |
| Clubul Sportiv Real Craiova                                | Craiova           |
| AFC Fair Play Joc Cinstit                                  | București         |
| CSȘ Târgoviște                                             | Târgoviște        |
| Clubul Sportiv Universitatea                               | Alexandria        |
| Sporting Craiova                                           | Craiova           |

## Sezonul regular

### Seria Est
| Acasă \ Deplasare          | TGM  | VAS  | BLU | NAV | BUZ | REG  |
| -------------------------- | ---- | ---- | --- | --- | --- | ---- |
| AFC Târgu Mureș            | —    | 11–0 | 5–1 | 6–0 | 7–1 | 12–0 |
| Vasas Femina               | 2–5  | —    | 3–4 | 0–3 | 2–1 | 6–2  |
| Blue Angel Cristian Brașov | 2–0  | 3–0  | —   | 1–0 | 6–0 | 6–0  |
| Navobi Iași                | 0–8  | 5–2  | 0–1 | —   | 2–1 | 6–0  |
| Viitorul Buzău             | 0–11 | 1–2  | 1–2 | 1–6 | —   | 2–1  |
| Viitorul Reghin            | 0–13 | 0–3  | 0–7 | 0–1 | 0–2 | —    |

| Loc | Echipa                     | MJ | V | E | Î  | GM | GP | DG  | Pct | Calificare             |
| --- | -------------------------- | -- | - | - | -- | -- | -- | --- | --- | ---------------------- |
| 1   | AFC Târgu Mureș            | 10 | 9 | 0 | 1  | 78 | 6  | +72 | 27  | Calificare în play-off |
| 2   | Blue Angel Cristian Brașov | 10 | 9 | 0 | 1  | 33 | 9  | +24 | 27  | Calificare în play-off |
| 3   | Navobi Iași                | 10 | 6 | 0 | 4  | 23 | 20 | +3  | 18  | Baraj pentru Superliga |
| 4   | Vasas Femina               | 10 | 4 | 0 | 6  | 20 | 35 | −15 | 12  | Calificare în play-out |
| 5   | Viitorul Buzău             | 18 | 7 | 3 | 8  | 10 | 39 | −29 | 24  | Calificare în play-out |
| 6   | Viitorul Reghin            | 10 | 0 | 0 | 10 | 3  | 58 | −55 | 0   | Calificare în play-out |

### Seria Vest
| Acasă \ Deplasare      | CFR  | CLU  | ARA  | NAV  | NEG | IBM  |
| ---------------------- | ---- | ---- | ---- | ---- | --- | ---- |
| CFR Timișoara          | —    | 2–1  | 12–2 | 12–0 | 3–0 | 8–0  |
| Olimpia Cluj           | 9–0  | —    | 9–0  | 15–0 | 3–0 | 13–0 |
| UTA Arad               | 0–3  | 0–6  | —    | 5–0  | 3–0 | 4–1  |
| Navobi Alba Iulia      | 1–10 | 0–13 | 1–5  | —    | 0–1 | 0–4  |
| Negrea Reșița          | 0–12 | 0–19 | 1–8  | 0–3  | —   | 0–3  |
| Independența Baia Mare | 1–1  | 0–6  | 3–1  | 5–0  | 5–0 | —    |

| Loc | Echipa                 | MJ | V | E | Î | GM | GP | DG  | Pct | Calificare             |
| --- | ---------------------- | -- | - | - | - | -- | -- | --- | --- | ---------------------- |
| 1   | Olimpia Cluj           | 10 | 9 | 0 | 1 | 94 | 2  | +92 | 27  | Calificare în play-off |
| 2   | CFR Timișoara          | 10 | 8 | 1 | 1 | 63 | 14 | +49 | 25  | Calificare în play-off |
| 3   | Independența Baia Mare | 10 | 5 | 1 | 4 | 22 | 33 | −11 | 16  | Baraj pentru Superliga |
| 4   | UTA Arad               | 10 | 5 | 0 | 5 | 28 | 36 | −8  | 15  | Calificare în play-out |
| 5   | Navobi Alba Iulia      | 10 | 1 | 0 | 9 | 5  | 70 | −65 | 3   | Calificare în play-out |
| 6   | Negrea Reșița          | 10 | 1 | 0 | 9 | 2  | 59 | −57 | −21 |                        |

1. ↑  CS Negrea Reșița a fost depunctat cu 24 de puncte și a fost exclus pe 23 ianuarie 2013.[1]

### Seria Sud
| Acasă \ Deplasare        | TGV | BRA | FAI | SCR | ALE | RCR  |
| ------------------------ | --- | --- | --- | --- | --- | ---- |
| CSȘ Târgoviște           | —   | 0–1 | 2–3 | 6–0 | 9–1 | 2–5  |
| CS Brazi                 | 3–0 | —   | 1–0 | 8–0 | 5–0 | 1–1  |
| Fair Play București      | 0–0 | 2–2 | —   | 3–0 | 6–1 | 2–0  |
| Sporting Craiova         | 0–2 | 0–2 | 0–3 | —   | 0–5 | 0–15 |
| Universitatea Alexandria | 1–2 | 1–4 | 3–6 | 5–2 | —   | 0–13 |
| Real Craiova             | 1–1 | 0–7 | 8–0 | 7–1 | 8–0 | —    |

| Loc | Echipa                   | MJ | V | E | Î  | GM | GP | DG  | Pct | Calificare             |
| --- | ------------------------ | -- | - | - | -- | -- | -- | --- | --- | ---------------------- |
| 1   | CS Brazi                 | 10 | 8 | 2 | 0  | 34 | 4  | +30 | 26  | Calificare în play-off |
| 2   | Real Craiova             | 10 | 6 | 2 | 2  | 58 | 14 | +44 | 20  | Calificare în play-off |
| 3   | Fair Play București      | 10 | 6 | 2 | 2  | 25 | 17 | +8  | 20  | Baraj pentru Superliga |
| 4   | CSȘ Târgoviște           | 10 | 4 | 2 | 4  | 24 | 15 | +9  | 14  | Calificare în play-out |
| 5   | Universitatea Alexandria | 10 | 2 | 0 | 8  | 17 | 55 | −38 | 6   | Calificare în play-out |
| 6   | Sporting Craiova         | 10 | 0 | 0 | 10 | 3  | 56 | −53 | 0   | Calificare în play-out |

## Play-off
| Acasă \ Deplasare          | CLU | BLU | TGM | BRA  | CFR  | RCR  |
| -------------------------- | --- | --- | --- | ---- | ---- | ---- |
| Olimpia Cluj               | —   | 3–0 | 3–0 | 11–1 | 11–0 | 10–0 |
| Blue Angel Cristian Brașov | 0–6 | —   | 1–2 | 2–2  | 0–3  | 1–1  |
| AFC Târgu Mureș            | 1–4 | 8–1 | —   | 15–1 | 6–0  | 7–0  |
| CS Brazi                   | 0–3 | 0–4 | 0–2 | —    | 1–2  | 2–3  |
| CFR Timișoara              | 1–5 | 1–2 | 2–2 | 5–2  | —    | 1–0  |
| Real Craiova               | 1–3 | 3–0 | 1–3 | 4–1  | 3–2  | —    |

| Loc | Echipa                         | MJ | V  | E | Î  | GM | GP | DG  | Pct | Calificare                 |
| --- | ------------------------------ | -- | -- | - | -- | -- | -- | --- | --- | -------------------------- |
| 1   | Olimpia Cluj                   | 10 | 10 | 0 | 0  | 59 | 4  | +55 | 30  | Liga Campionilor 2013-2014 |
| 2   | AFC Târgu Mureș                | 10 | 7  | 1 | 2  | 46 | 13 | +33 | 22  | Superliga 2013-2014        |
| 3   | CFR Timișoara                  | 10 | 4  | 1 | 5  | 17 | 31 | −14 | 13  | Superliga 2013-2014        |
| 4   | Real Craiova                   | 10 | 4  | 1 | 5  | 16 | 31 | −15 | 13  | Superliga 2013-2014        |
| 5   | Blue Angel Cristian Brașov (R) | 10 | 2  | 2 | 6  | 11 | 29 | −18 | 8   |                            |
| 6   | CS Brazi                       | 91 | 0  | 1 | 90 | 10 | 51 | −41 | 1   | Superliga 2013-2014        |

1. ↑  CS Blue Angel Cristian Brașov s-a retras după sezon.[2]

## Barajul pentru Superliga
| Acasă \ Deplasare      | IBM | FAI | NAV |
| ---------------------- | --- | --- | --- |
| Independența Baia Mare | —   | 4–2 | 0–0 |
| Fair Play București    | 1–1 | —   | 4–0 |
| Navobi Iași            | 2–1 | 2–0 | —   |

| Loc | Echipa                 | MJ | V | E | Î | GM | GP | DG | Pct | Calificare          |
| --- | ---------------------- | -- | - | - | - | -- | -- | -- | --- | ------------------- |
| 1   | Navobi Iași            | 4  | 2 | 1 | 1 | 4  | 5  | −1 | 7   | Superliga 2013-2014 |
| 2   | Independența Baia Mare | 4  | 1 | 2 | 1 | 6  | 5  | +1 | 5   | Superliga 2013-2014 |
| 3   | Fair Play București    | 4  | 1 | 1 | 2 | 7  | 7  | 0  | 4   | Superliga 2013-2014 |

Toate echipele s-au calificat în Superliga deoarece CS Blue Angel Cristian Brașov s-a retras după sezon.

## Play-out

### Seria A
| Acasă \ Deplasare        | ALE | TGV | SCR  | BUZ |
| ------------------------ | --- | --- | ---- | --- |
| Universitatea Alexandria | —   | 4–7 | 8–1  | 5–0 |
| CSȘ Târgoviște           | 7–2 | —   | 10–0 | 1–1 |
| Sporting Craiova         | 0–3 | 0–3 | —    | 2–6 |
| Viitorul Buzău           | 5–0 | 0–1 | 4–2  | —   |

| Loc | Echipa                   | MJ | V | E | Î | GM | GP | DG  | Pct | Calificare       |
| --- | ------------------------ | -- | - | - | - | -- | -- | --- | --- | ---------------- |
| 1   | CSȘ Târgoviște           | 6  | 5 | 1 | 0 | 29 | 7  | +22 | 16  | Liga I 2013–2014 |
| 2   | Viitorul Buzău           | 6  | 3 | 1 | 2 | 16 | 11 | +5  | 10  | Liga I 2013–2014 |
| 3   | Universitatea Alexandria | 6  | 3 | 0 | 3 | 22 | 20 | +2  | 9   | Liga I 2013–2014 |
| 4   | Sporting Craiova         | 6  | 0 | 0 | 6 | 5  | 34 | −29 | 0   | Liga I 2013–2014 |

### Seria B
| Acasă \ Deplasare | VAS | REG | NAV | ARA |
| ----------------- | --- | --- | --- | --- |
| Vasas Femina      | —   | 5–2 | 7–0 | 7–2 |
| Viitorul Reghin   | 0–7 | —   | 5–0 | 3–2 |
| Navobi Alba Iulia | 2–9 | 3–3 | —   | 0–5 |
| UTA Arad          | 0–2 | 2–1 | 7–1 | —   |

| Loc | Echipa            | MJ | V | E | Î | GM | GP | DG  | Pct | Calificare       |
| --- | ----------------- | -- | - | - | - | -- | -- | --- | --- | ---------------- |
| 1   | Vasas Femina      | 6  | 6 | 0 | 0 | 37 | 6  | +31 | 18  | Liga I 2013–2014 |
| 2   | UTA Arad          | 6  | 3 | 0 | 3 | 18 | 14 | +4  | 9   | Liga I 2013–2014 |
| 3   | Viitorul Reghin   | 6  | 2 | 1 | 3 | 14 | 19 | −5  | 7   | Liga I 2013–2014 |
| 4   | Navobi Alba Iulia | 6  | 0 | 1 | 5 | 6  | 36 | −30 | 1   | Liga I 2013–2014 |